# Сага о Хаувардару из Исафјердура
Сага о Хаувардару из Исафјердура (исл. Hávarðar saga Ísfirðings) једна је од средњовековних исландских сага из циклуса Сага о Исланђанима написана током XIII века.
Радња саге смештена је на северозападу Исланда, у данашњем Исафјердиру на крају 900-их година. Тема саге је борба између добра и зла. Хаувардар, као симбол добра, некадашњи славни викинг, долази у сукоб са својим суседом Торбјерном, а у том непријатељству гине хаувардуров син Улав. Након три године туговања Хаувардар жели да освети свог сина и убије свог непријатеља. Хаувардар се заклиње да ће примити нову религију (хришћанство), за коју је чуо током својих викиншких похода по Шкотској, уколико победи свог противника, што се на крају приче и десило.
Ова прича је вероватно базирана на изгубљеној Саги о Торбјарну (исл. Saga Þorbjarnar), а до данашњи дана сачувана је у знатно млађим рукописима из XVII века.